# Петро Красовський
Петро Красовський — львівський будівничий епохи Ренесансу.
За походженням італієць, родом із кантону Тічино у Швейцарії. Вперше згадується 1567 року, коли прийняв міське право (громадянство) Львова. Записаний як Petrus Crassowski Italus Murator Szwanczar. Прізвище отримав ймовірно від місцевості, де видобував камінь (тепер село Красів, Миколаївського району). Можливо, також від назви місцевості Карассо, звідки міг походити, або від поширеного в Тічино прізвища Грассі. Ймовірно, від 1568 року будував вежу Давида Русина при Успенській церкві у Львові. Доведена 1570 року до третього ярусу, вежа завалилась. Через це був позваний до суду, де виправдовувався, що причиною був фундамент, неправильно закладений іншим будівничим — Феліксом Трубачем (пол. Feliks Trębacz). Красовський справу програв. 1571 року спорудив також вежу дзвіниці вірменського собору, яка збереглась у значно перебудованому вигляді після низки пожеж. На площі Ринок, 5 відбудував кам'яницю міщанки Зофії Ганель. Відомо про угоду на будівництво від 1577 року; кам'яниця збереглась у значно перебудованому вигляді.
Мистецтвознавець Владислав Лозинський помилково приписував Красовському авторство каплиці Трьох Святителів при Успенській церкві, а також Чорної кам'яниці на Ринку. Деякі автори сплутали Красовського з іншим львівським будівничим того ж імені — Петром Італійцем. Декотрі приписали йому одну з робіт Італійця — перебудову костелу в місті Бистриця в Румунії.